# Dixie Dinamite & Patsy Tritolo
Dixie Dinamite & Patsy Tritolo (Dixie Dynamite) è un film del 1976 diretto da Lee Frost.
È un film d'azione statunitense con Warren Oates, Christopher George e Jane Anne Johnstone.

## Produzione
Il film, diretto da Lee Frost su una sceneggiatura di Wes Bishop e dello stesso Frost,ù fu prodotto da Wes Bishop per la Dimension Films e girato a Piru in California.

## Distribuzione
Il film fu distribuito con il titolo Dixie Dynamite negli Stati Uniti dal 13 maggio 1976 (première a Bismarck, Dakota del Nord) al cinema dalla Dimension Films.
Alcune delle uscite internazionali sono state:
- in Svezia il 1º novembre 1976 (Gängets hårda hämnd)
- in Canada (Dynamite Expres)
- in Germania Ovest (Dynamite Trio)
- in Portogallo (Homens Desenfreados)
- in Italia (Dixie Dinamite & Patsy Tritolo)

## Promozione
La tagline è: "They got 'em mad... now there's no stoppin 'em!".